# El Legado de las Mujeres
El Legado de las Mujeres es una Asociación formada por profesoras y profesores para dar visibilidad a las mujeres en los contenidos de la Enseñanza Secundaria, con el fin de subsanar la falta de referentes femeninos en los libros de texto y reivindicar la inclusión de las escritoras, pensadoras, artistas y científicas en los manuales de texto de las diferentes materias de Educación Secundaria .

## La asociación
La asociación El Legado de las Mujeres nace en 2019 de la reunión de un grupo de profesoras y profesores de enseñanza secundaria de Andalucía, Asturias, Castilla y León y Valencia con el fin de reducir la brecha de género en los contenidos de los libros de texto y currículos de la educación Secundaria y aportar al alumnado referentes femeninos. Una necesidad que surge tras el estudio que en 2014 realizó Ana López Navajas y que mostró que solo había un 7,6% de referentes femeninos en los libros de texto.
A iniciativa de Trinidad Sánchez Muñoz, catedrática del IES Vaguada de la Palma de Salamanca, donde hoy está la sede de la asociación, se reunió este grupo de profesoras con la finalidad de abordar este problema. Con la propuesta de Mercedes Gómez Blesa, se crea la Asociación El Legado de las Mujeres, que se rige por los estatutos y los acuerdos adoptados en su Asamblea General. Está formada por profesorado de todo el territorio nacional, y desde 2019 su presidenta es Ana López Navajas y son vicepresidentas Trinidad Sánchez Muñoz y Mercedes Gómez Blesa.
Según palabras de la vicepresidenta Mercedes Gómez Blesa: “hay que erradicar la creencia de que el saber es solo cosa de hombres”. “En este sentido es una de las carencias del sistema educativo. Además, es una forma distorsionada de contar la historia”.
La profesora de Lengua Castellana y Literatura Dolores Fidalgo Estévez, una de las socias fundadoras, en una entrevista decía: "El objetivo es llevar obras de autoría femenina a libros de texto de Secundaria".

## Objetivos
- Incorporar el nombre de las escritoras, pensadoras, artistas y científicas en los manuales de texto de las materias de la Educación Secundaria.
- Rescatar del olvido nombres y contribuciones de las mujeres en los diferentes ámbitos de la cultura y la ciencia.
- Divulgar el papel que las mujeres tuvieron como científicas, escritoras, artistas o políticas y su coprotagonismo en el desarrollo cultural y social, para que las y los estudiantes tengan referentes femeninos en todas las disciplinas del saber.
- Exigir e impulsar el cumplimiento del principio de igualdad de trato que establece la Ley orgánica 3/2007, de 22 de marzo, para la igualdad efectiva de mujeres y hombres.

## Actuaciones
Para la consecución de los objetivos la asociación El Legado de las Mujeres ha de llevar a cabo una serie de actuaciones, como: 
- Creación de mapas históricos de escritoras de cada una de las comunidades autónomas, con el fin de mostrar el protagonismo de las mujeres en el ámbito cultural de cada comunidad autónoma.
- Realizar ediciones críticas dentro de la colección de Clásicos Hispánicos, con el fin de sacar a luz obra de autoría femenina con introducción crítica.[8][9]
- Participar en el proyecto europeo de educación, ERASMUS+ KA201,  “El legado de las mujeres: nuestro patrimonio cultural para la igualdad” (“Women’s Legacy”).[10][11]

## Mapa de las escritoras
Es una cartografía que incorpora escritoras por comunidades autónomas, elaborado de forma colectiva por El Legado de las Mujeres. Es un proyecto vivo que pretende crecer continuamente con nuevas incorporaciones de escritoras y facilita el estudio de la interrelación de las escritoras de una misma provincia.  Todos los mapas tienen un código QR que lleva al listado completo y manteniendo el compromiso de cumplir con el criterio de divulgación el Mapa de las escritoras se ha presentado en diferentes ciudades de las comunidades autónomas españolas.
Mapa de las escritoras de Andalucía .
Mapa de las escritoras de Aragón.
Mapa de las escritoras de Asturias.
Mapa de escritoras de Cantabria.
Mapa de las escritoras de Castilla y León.
Mapa de las escritoras de Castilla-La Mancha.
Mapa de las escritoras de Extremadura.
Mapa de las escritoras de Galicia.
Mapa de las escritoras de Murcia.
Mapa de las escritoras de Navarra.
Mapa de las escritoras de La Rioja.
Mapa de las escritoras del País Vas.
Mapa de las escritoras de Ceuta y Melilla.

## ERASMUS+ KA201.Women’s Legacy
El proyecto Women’s Legacy en el que participa la asociación El Legado de las Mujeres se crea como “respuesta europea a la necesidad común de ofrecer instrumentos de intervención didáctica que sirvan para corregir la visión androcéntrica de la cultura transmitida en la educación y recuperar el patrimonio cultural europeo de autoría femenina”.
Este proyecto europeo ha sido dotado con 361.755 euros y liderado por la profesora española Ana López Navajas desde la Consellería de Educación de Valencia.
Su propósito es provocar un cambio decisivo en la transmisión de la cultura en las aulas que restituya el legado cultural e histórico de las mujeres y les otorgue el protagonismo social que siempre han tenido, con el propósito de construir una cultura verdaderamente universal y contribuir, desde la base, a la erradicación de las desigualdades de género.
Para ello, ofrece instrumentos de intervención didáctica, en tres lenguas (castellano, catalán e inglés) que facilitan la inclusión de referentes femeninas y sus contribuciones en los contenidos educativos
1. 1. Una base de datos en línea y gratuita con referentes femeninos ligados a las diferentes materias del sistema educativo.
2. Cursos de formación del profesorado “Las mujeres que nos faltan en STEM”: para incluir a las científicas.
3. Catálogo de obras musicales de autoría femenina.
4. Catálogo de obras literarias de autoría femenina.
5. Catálogo de obras artísticas de autoría femenina.
6. Elaboración de materiales didácticos.

Con la llegada del Partido Popular  y Vox al Gobierno de la Generalitat  Valenciana la Coselleria de Educación retiró los fondos económicos a este proyecto.
En 2024  el proyecto fue uno de los nominados para el Premio UNESCO de Educación de las Niñas y las Mujeres 2024 a propuesta del Ministerio de Igualdad junto con el Ministerio de Educación de España por iniciativa del Instituto de las Mujeres.